# Distribución de alimentos

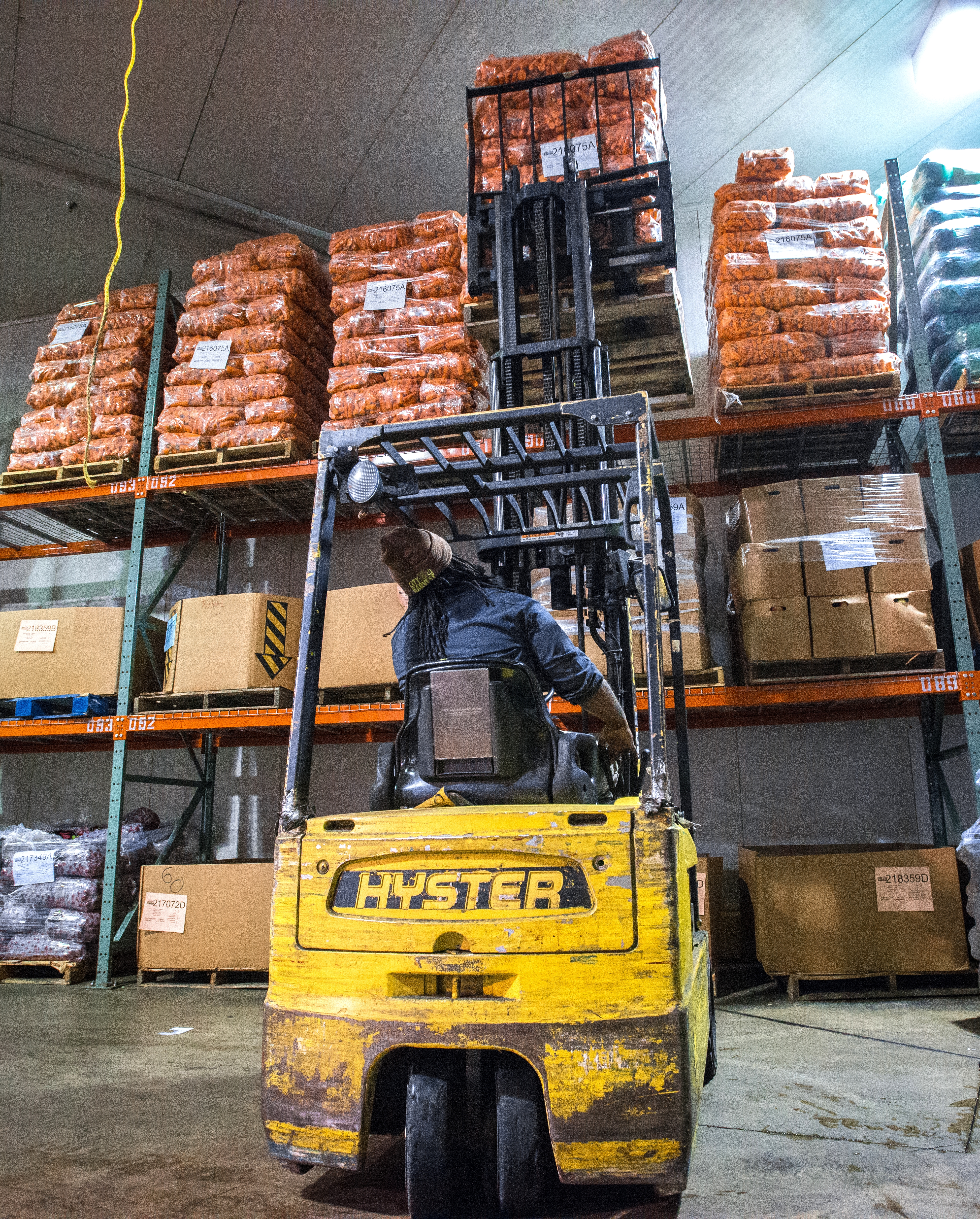
Un hombre usa una carretilla elevadora para descargar zanahorias de un camión refrigerado en un almacén en Long Island City, Nueva York

La distribución de alimentos es el proceso en el que se suministra alimentos a una población en general. La Organización para la Agricultura y la Alimentación (FAO) considera la distribución de alimentos como un subconjunto del sistema alimentario. El proceso y la metodología detrás de la distribución de alimentos varía según la ubicación. La distribución de alimentos ha sido una característica definitoria del comportamiento humano en todas las sociedades, y los registros de distribución de alimentos se remontan a miles de años. La mayoría de los gobiernos y sociedades están muy influenciados por los sistemas creados para apoyar la distribución de alimentos.
La guerra, el fracaso económico, los problemas políticos y las condiciones climáticas juegan un papel en la determinación de la eficiencia de cualquier sistema alimentario. Dos ejemplos recientes de guerras y fracasos económicos incluyen la disminución de la distribución de alimentos en Japón durante la Segunda Guerra Mundial y la recesión alimentaria en el África subsahariana a fines de la década de 1970 y principios de la de 1980.
Actualmente, existen organizaciones especiales para evitar cualquier colapso total en la distribución de alimentos, ayudar a desarrollar la distribución de alimentos y los sistemas alimentarios en áreas subdesarrolladas y responder a las crisis de distribución de alimentos. A nivel internacional, la Organización para la Agricultura y la Alimentación (FAO) juega un papel clave para facilitar el crecimiento de los sistemas de distribución de alimentos en todo el mundo. A nivel nacional, diferentes países han desarrollado sistemas de apoyo más complejos; por ejemplo, una combinación de organizaciones estatales, sin fines de lucro y voluntarias.

## Historia
Una documentación clara y definida de la distribución histórica de alimentos proviene de la República y el Imperio Romano. Muchos gobernantes y emperadores romanos buscaron determinar el mejor método para distribuir los alimentos por todo el Mediterráneo y, a medida que las demandas del pueblo romano cambiaron con el tiempo, también cambiaron los planes de sus líderes. En los pocos siglos posteriores a la muerte de Cristo, la anona se convirtió en un aspecto destacado en la distribución de alimentos en Roma. A medida que el Imperio se expandió y cambió la accesibilidad a ciertos alimentos, la demanda de cereales y vino aumentó drásticamente y se convirtió en un aspecto definitorio de la cultura gastronómica romana.

### Roma
La dieta tradicional romana consistía en cereales, frutas, aceite de oliva, carne y vino. De todos estos, el grano era extremadamente importante para el pueblo romano. Durante el apogeo de Roma, se estima que la propia ciudad necesitaba 150.000 toneladas de grano y millones de litros de agua y vino cada año. Tradicionalmente, era responsabilidad del gobierno romano garantizar que hubiera suficientes alimentos para distribuir entre la gente. En épocas de escasez, malas cosechas o injerencia de piratas, el gobierno se aseguraba de cumplir con su obligación de distribución de alimentos. Los funcionarios a veces compraban alimentos ellos mismos y luego los vendían a la gente a un costo mínimo o gratuito. Cuando Roma finalmente estableció su Imperio, las tierras extranjeras enviaban impuestos en grano a Roma, lo que ayudó a disminuir la posibilidad de una crisis de distribución de alimentos.

#### Laanona
El primer indicio de un sistema colectivo y organizado de distribución de alimentos dentro de la República romana proviene de la annona. Annona, que originalmente significaba "retorno anual", se convirtió en el término administrativo para la distribución gubernamental de pan y cereales. Con el tiempo, la anona llegó a representar la distribución de todos los alimentos pertinentes en la dieta romana. La anona se organizó originalmente entre 500 y 50 a. C. y ganó una influencia cada vez mayor en los siglos venideros. La práctica de distribuir específicamente grano a la clase plebeya, conocida como frumentationes, ganó prominencia alrededor del año 120 a. C. y complementó los esfuerzos de la annona para alimentar al pueblo romano. El emperador Augusto cambió oficialmente el sistema Annona entre el 8 y el 14 EC. Estableció el cargo de praefectus annonae, prefecto de la Annona. Hasta este momento, la anona era manejada por funcionarios del gobierno local llamados ediles. El prefecto de Augusto de Annona supervisó todo el transporte, pesaje, inspección y almacenamiento de los alimentos estatales.
La distribución física de los alimentos en todo el Imperio Romano varió según la ubicación y el tipo de alimento. Algunos alimentos se enviaban por barco y luego se distribuyeron una vez que llegaron al puerto. Otros, específicamente la carne, fueron transportados por tierra y llevados a áreas urbanas. Se establecieron regulaciones especiales para la distribución de aceite de oliva, ya que el Imperio hizo contratos con productores de aceite de oliva en todo el Mediterráneo. El emperador Severo promulgó distribuciones diarias gratuitas de aceite de oliva durante su reinado de 192 a 211 d. C. Su política de distribución duró al menos unos pocos siglos, pero los estudiosos no están seguros de si la política continuó a partir de entonces. El vino no se distribuía tan libremente como el aceite de oliva, pero se vendía a un precio muy bajo a partir del año 300 d. C.

## La distribución de alimentos en los siglosXXyXXI

### Distribución de alimentos en Estados Unidos de 1900 a 1960
El sistema de distribución de alimentos de los Estados Unidos ha experimentado cambios importantes en los últimos cien años. La distribución de alimentos dependía principalmente de pequeñas granjas locales en la década de 1940, pero creció rápidamente hasta convertirse en un gran negocio en la década de 1960. Tres avances económicos que permitieron el crecimiento de la distribución de alimentos entre 1910 y 1960 fueron el establecimiento de cadenas de tiendas, cooperativas minoristas y supermercados.

#### Cadenas de tiendas
Las cadenas de tiendas no se hicieron populares en los Estados Unidos hasta el final de la Primera Guerra Mundial. En 1929 se informó que las cadenas de tiendas representaban el 39% de todas las ventas de comestibles en los Estados Unidos. El éxito de las cadenas de tiendas está relacionado con su capacidad para vender a menor precio que los distribuidores más pequeños. Un movimiento anticadena surgió en respuesta al éxito de las cadenas de tiendas durante la Gran Depresión, pero causó poco perjuicio al éxito y la rentabilidad de las cadenas.

#### Cooperativas minoristas
Otra respuesta al éxito de las cadenas de tiendas fue el desarrollo de cooperativas minoristas. Estas organizaciones fueron fundadas por grupos de distribuidores de alimentos individuales que vieron los beneficios de utilizar precios en cadena. Las cooperativas minoristas representaban del 7% al 8% del mercado de alimentos en 1930, y un aumento en su popularidad entre los distribuidores independientes de alimentos elevó la participación de mercado de las cooperativas minoristas al 13% en 1958.

#### Supermercados
El tercer y último cambio en la primera mitad del siglo XX fue el establecimiento de supermercados. Ford Motor Company realizó el primer experimento sobre la rentabilidad de los supermercados a gran escala después del final de la Primera Guerra Mundial. Los supermercados comenzaron a ganar prominencia oficialmente en la década de 1930 y continuaron su crecimiento de manera constante en la era posterior a la Segunda Guerra Mundial.

### Distribución moderna de alimentos en EE. UU.

Logotipo de la Administración de Alimentos y Medicamentos

La distribución moderna de alimentos en los Estados Unidos es el resultado del crecimiento continuo desde la década de 1960. Una red de infraestructura, almacenes, fábricas y minoristas comerciales comprende la mayor parte de la distribución de alimentos. Se estima que los alimentos pueden viajar cerca de 1500 millas entre productores y consumidores. Si bien muchos productos, específicamente carne y granos, se distribuyen de diferentes maneras, existen tendencias comunes en la distribución de la mayoría de los alimentos modernos. Un aumento en el uso de la tecnología para la agricultura ha transformado la pequeña granja local de la década de 1940 en grandes instalaciones de producción. Varias agencias federales, como el Departamento de Agricultura de EE. UU. y la Administración de Alimentos y Medicamentos, administran y mantienen la productividad del sistema de distribución de alimentos de EE. UU.

### Distribución de alimentos en América Latina
La distribución de alimentos en América Latina está dominada principalmente por grandes distribuidores y cadenas. Se han hecho esfuerzos para competir con la industrialización del sistema de distribución de alimentos a través del establecimiento de cuatro tipos de organizaciones: organizaciones de compra de consumidores, cooperativas de consumidores, cadenas voluntarias y asociaciones de compras minoristas. Las organizaciones de compra de consumidores son grupos de familias que compran alimentos juntos. Los beneficios de unirse a una de estas organizaciones son el costo reducido y la variedad mejorada en la dieta que proviene de comprar alimentos con otras familias. Las cooperativas de consumidores se diferencian de las organizaciones de compra de consumidores en que están constituidas por grupos de individuos que trabajan juntos para asegurar alimentos de alta calidad a precios bajos. Las cooperativas son análogas a un sindicato de alimentos que trabaja activamente para asegurar los derechos de sus consumidores. Las cadenas voluntarias son organizaciones de minoristas y mayoristas de alimentos de propiedad privada que operan como un solo organismo económico. Estos grupos forman contratos para trabajar, pero son económicamente independientes entre sí. Las organizaciones de compras minoristas son grupos de minoristas que compran productos como si fueran un solo comprador. Los miembros dentro de estas organizaciones están todos involucrados en la compra de bienes, pero no forman contratos.

### Distribución mundial de alimentos
Archer Daniels Midland, Bunge y Cargill, Louis Dreyfus Company son las empresas que dominan el comercio mundial de productos básicos agrícolas.

## Factores de riesgo que afectan la distribución de alimentos y ejemplos de políticas fallidas
Los factores de riesgo prominentes que pueden afectar la distribución de alimentos dentro de una sociedad incluyen la guerra, el fracaso económico, la inestabilidad política y las condiciones climáticas. Cada uno de estos factores afecta a grupos individuales de personas de manera diferente, pero todos comparten el atributo común de ser perjudiciales para la distribución local de alimentos y los sistemas alimentarios. Dos ejemplos destacados del efecto negativo de los factores de riesgo en el sistema de distribución de alimentos de una sociedad son la situación en Japón durante la Segunda Guerra Mundial y África a finales de los años setenta y principios de los ochenta.

### Japón
La distribución de alimentos en Japón disminuyó drásticamente por los efectos de la Segunda Guerra Mundial y las deficiencias económicas del país. La necesidad de alimentos durante las décadas de 1920 y 1930 aumentó drásticamente a medida que aumentaba la población y el estilo de vida promedio de Japón. Japón importaba grandes cantidades de arroz, azúcar, soja y trigo de sus colonias en 1935 y dependía de las posesiones coloniales para distribuir alimentos a su pueblo. El 95% del arroz japonés entre 1936 y 1938, pocos años antes de que surgiera el gran conflicto con Estados Unidos, fue importado de sus colonias en Corea y Formosa. Solo el 2% del arroz de Japón provino de países extranjeros.
Cuando la guerra envolvió a Japón después de 1941, los esfuerzos de distribución de alimentos comenzaron a sufrir. Japón perdió una gran cantidad de buques de carga y estuvo rodeado por un bloqueo estadounidense efectivo durante la mayor parte de la guerra. Las importaciones se redujeron, lo que aisló a Japón de su principal fuente de alimentos. Los programas de racionamiento, dirigidos por la Corporación Central de Productos Alimenticios de Japón y las Corporaciones Locales de Productos Alimenticios, fueron un intento de distribuir alimentos equitativamente entre la población en general. También se crearon cambios en la recaudación de impuestos y el control de precios para alimentar a Japón, pero estas medidas finalmente no proporcionaron a los japoneses suficientes alimentos para sobrevivir. La ración promedio permitida consistía en una mezcla de harina que a menudo no era saludable y apenas comestible. Los consumidores normales de 16 a 60 años recibieron un promedio de 330 g de ración por día en mayo de 1943, y la situación solo se volvió más desesperada a medida que avanzaba la guerra. Los programas de racionamiento se redujeron aún más en julio de 1945, justo antes del final de la guerra.

### África Subsahariana
En el África subsahariana, la crisis de distribución de alimentos de las décadas de 1970 y 1980 fue el resultado de una multitud de factores de riesgo en la distribución de alimentos, incluidos problemas políticos, fallas económicas y condiciones climáticas. El núcleo de los problemas políticos y las fallas económicas que afectaron la distribución de alimentos incluyeron precios agrícolas deficientes y la falta de participación del estado en el desarrollo rural. Algunos de los problemas políticos se remontan al período colonial. La política colonial apoyó la exportación de bienes, incluso si eso significaba disminuir la cantidad de alimentos para la economía local. Los componentes de estas políticas coloniales continuaron utilizándose después de que los países africanos obtuvieran su libertad de las naciones europeas. El uso de estas políticas fallidas provocó consecuencias malignas en la situación económica de la clase campesina, incluida la explotación de la agricultura campesina y la expulsión de los campesinos de sus tierras. Los problemas climáticos y ambientales relacionados con la crisis de distribución de alimentos en el África subsahariana también tienen sus raíces en la fallida política colonial. Los ciclos de migración laboral utilizados durante la época colonial eran ecológicamente perjudiciales para el medio ambiente local y no lograban crear nuevas áreas para el cultivo. Como resultado, la desertificación y la pérdida de fertilidad del suelo dañaron el sector agrícola local, lo que a su vez afectó negativamente la distribución de alimentos.
Los agricultores del mundo producen alimentos suficientes para alimentar a 12 000 millones de personas, pero la distribución desigual de los alimentos deja a cientos de millones hambrientos.

## Organizaciones de distribución de alimentos

### La FAO

Logotipo de la Organización para la Agricultura y la Alimentación.

Una de las organizaciones más grandes que trabajan para evitar crisis de distribución de alimentos en el escenario mundial en la Organización de las Naciones Unidas para la Agricultura y la Alimentación (FAO). La FAO es una rama de las Naciones Unidas y trabaja activamente para mejorar la distribución de alimentos en los países que necesitan apoyo

### Organizaciones dentro de los Estados Unidos

#### Federal y a gran escala
Existen varias organizaciones diferentes para mitigar y responder a las crisis de distribución de alimentos en los Estados Unidos. Los contribuyentes destacados al esfuerzo de distribución de alimentos a gran escala en los EE. UU. incluyen la Agencia Federal para el Manejo de Emergencias (FEMA), el Departamento de Agricultura de los Estados Unidos (USDA) y el Ejército de Salvación . FEMA y el USDA trabajan juntos durante las crisis de distribución de alimentos para coordinar la adquisición y el transporte de alimentos no perecederos, agua y otros recursos a las áreas afectadas. El Ejército de Salvación recibe suministros federales de FEMA y USDA, y luego trabaja a nivel local para distribuir los bienes necesarios. Todos los alimentos que se dan a los civiles durante una crisis se distribuyen típicamente en estaciones de alimentación de emergencia masivas.

#### Voluntariado y local

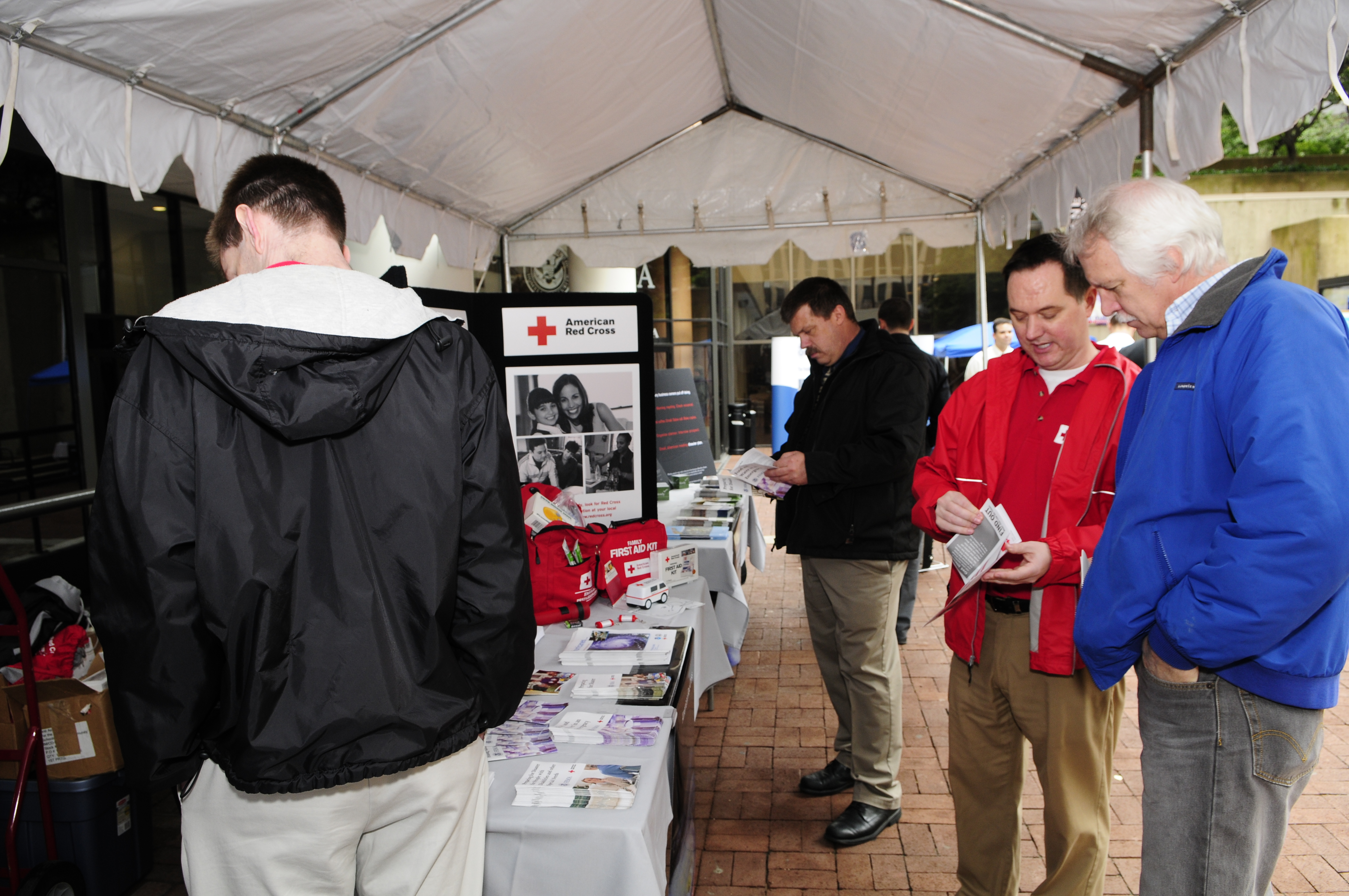
Un voluntario de la Cruz Roja Americana explica un programa a las personas que visitan su exhibición durante el Día de Concientización sobre Huracanes de FEMA.

Grupos como FEMA, USDA y Salvation Army no podrían operar sin la ayuda de voluntarios y pequeños grupos sin fines de lucro. Los contribuyentes destacados a los esfuerzos locales por desastres alimentarios incluyen grupos como Emergency Communities y American Rainbow Rapid Response (ARRR). Estas organizaciones generalmente se enfocan en abastecer áreas rurales y de bajos ingresos que no reciben prioridad de los grandes grupos de distribución de alimentos durante una crisis.

#### La Cruz Roja Americana
Otro grupo que trabaja fuera de los Estados Unidos es la Cruz Roja Americana. La Cruz Roja Americana es parte de la Cruz Roja Internacional, y el 95% de todos los trabajadores dentro de la Cruz Roja Americana son voluntarios. En el caso de todas las crisis, relacionadas con alimentos o no, la Cruz Roja Americana se dedica a ayudar a las víctimas del desastre. La Cruz Roja se coordina con las comunidades locales para proporcionar elementos esenciales como alimentos, agua y comidas calientes para quienes los necesitan durante una crisis.

#### Distribución de Alimentos e Inseguridad Alimentaria
Las organizaciones que se fundan para abordar la inseguridad alimentaria se han basado en la distribución de alimentos para servir a las personas que necesitan alimentos nutritivos regulares. Los bancos de alimentos son el término adecuado para llamar a este tipo de organizaciones en las que utilizan "el sector gubernamental, el sector privado y la sociedad civil" para distribuir y recuperar alimentos que finalmente se desperdiciarán. En los Estados Unidos, hay muchas organizaciones en todo el país que tienen el mismo objetivo similar; sin embargo, no hay mucha colaboración efectiva entre todas las organizaciones. Hay una gran organización que se enfoca en distribuir alimentos a las personas que los necesitan en los Estados Unidos, Feeding America tiene más de 200 bancos de alimentos y 60,000 despensas de alimentos.